# Віреончик жовтоволий

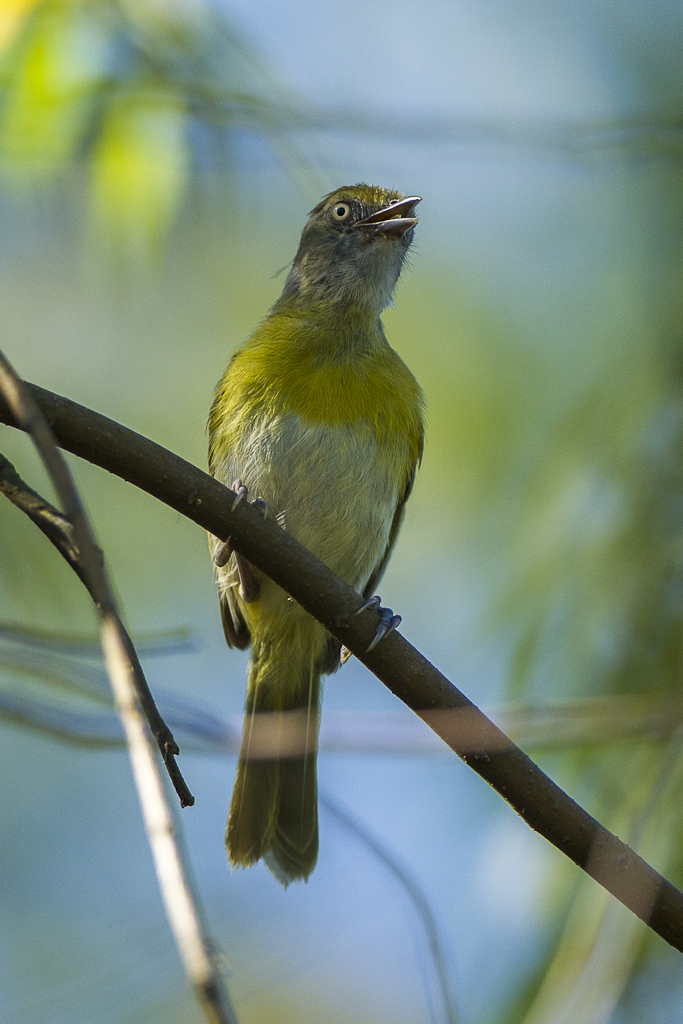
Жовтоволий віреончик

Вірео́нчик жовтоволий (Hylophilus thoracicus) — вид горобцеподібних птахів родини віреонових (Vireonidae). Мешкає в Південній Америці.

## Підвиди
Виділяють три підвиди:
- H. t. aemulus (Todd, 1929) — східні схили Анд на південному сході Колумбії, в Еквадорі, Перу і північній Болівії;
- H. t. griseiventris Sclater, PL & Salvin, 1867 — східна Венесуела (Болівар), Гвіана, північна Бразилія;
- H. t. thoracicus Gyldenstolpe, 1941 — південно-східне узбережжя Бразилії (від Мінас-Жерайсу і Еспіріту-Санту до Ріо-де-Жанейро.

Деякі дослідники виділяють підвиди H. t. aemulus і H. t. griseiventris у окремий вид Hylophilus griseiventris.

## Поширення і екологія
Жовтоволі віреончики мешкають в Колумбії, Венесуелі, Гаяні, Суринамі, Французькій Гвіані, БразиліЇ, Еквадорі, Перу і Болівії. Вони живуть в кронах вологих рівнинних тропічних лісів, на узліссях і болотах та в чагарникових заростях. Зустрічаються на висоті до 1000 м над рівнем моря.